# Pedrococcus mauritianus
Pedrococcus mauritianus är en insektsart som först beskrevs av Mamet 1939.  Pedrococcus mauritianus ingår i släktet Pedrococcus och familjen ullsköldlöss. Inga underarter finns listade i Catalogue of Life.